# Eberhard Heinrich Zeidler
Eberhard Heinrich Zeidler, OC, O.Ont (* 11. Januar 1926 in Braunsdorf; † 7. Januar 2022) war ein deutsch-kanadischer Architekt.

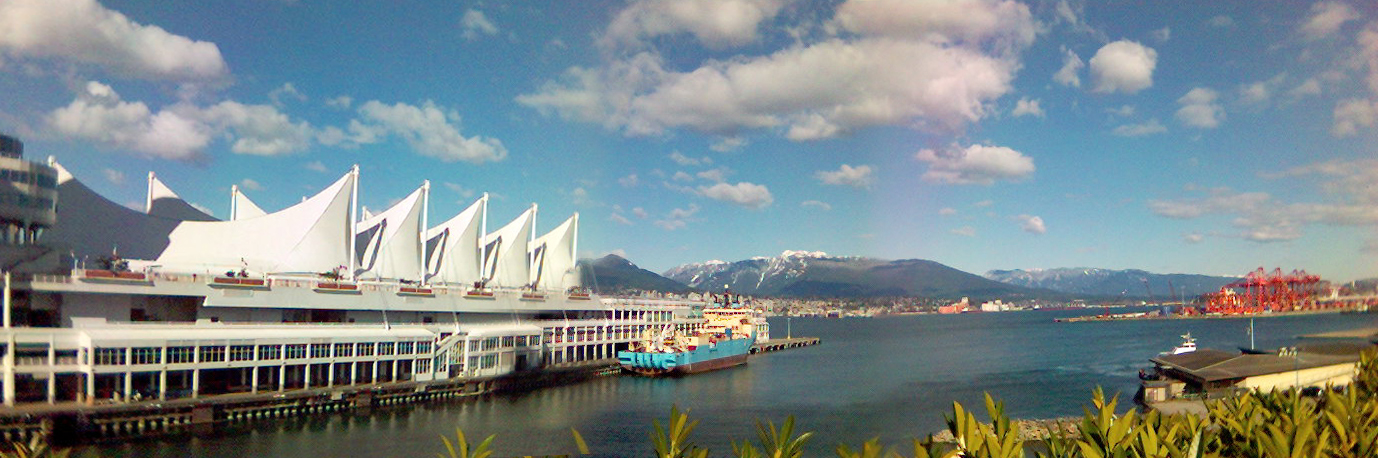
Canada Place (1986)

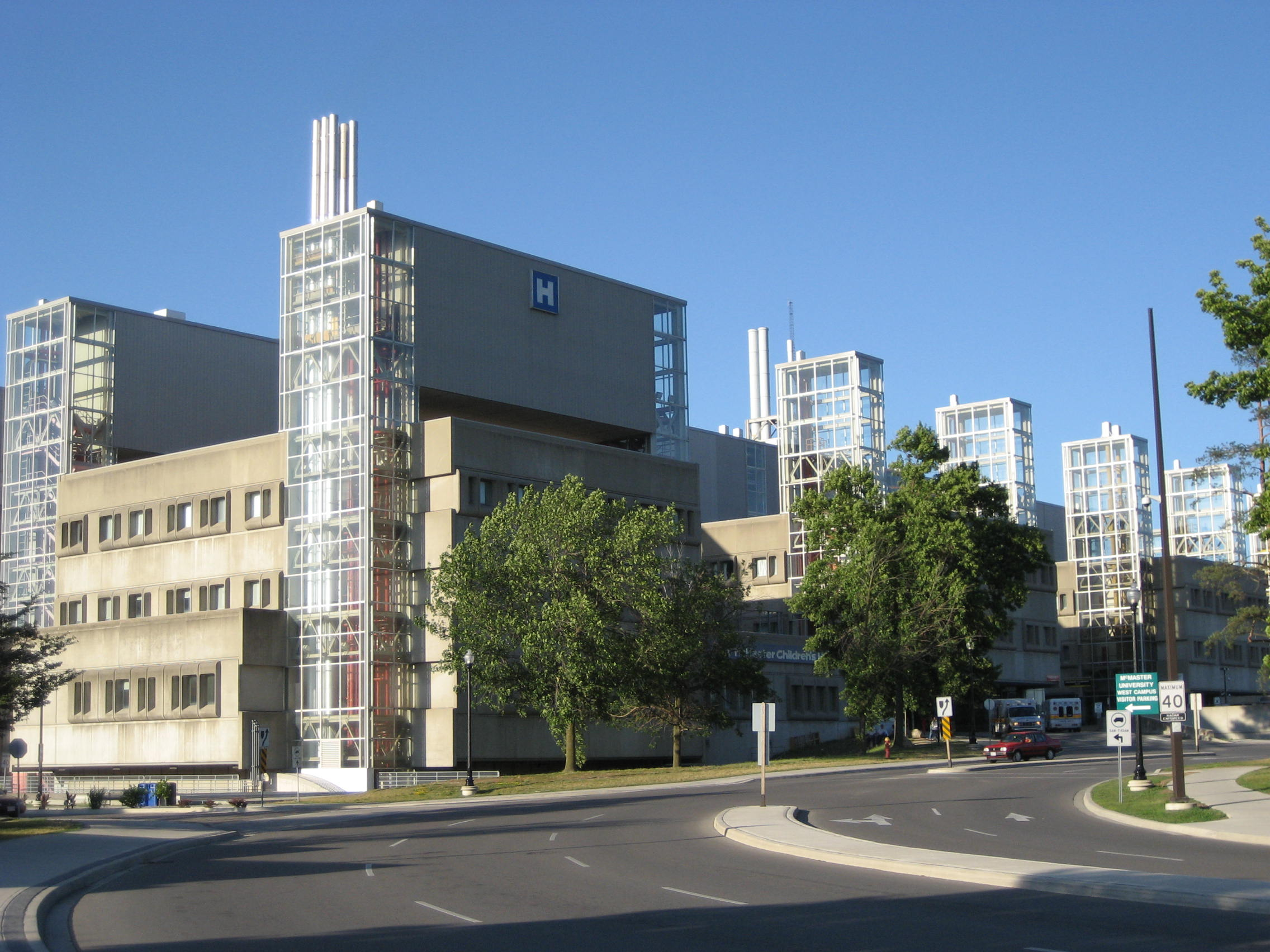
McMaster Health Science Centre (1972)

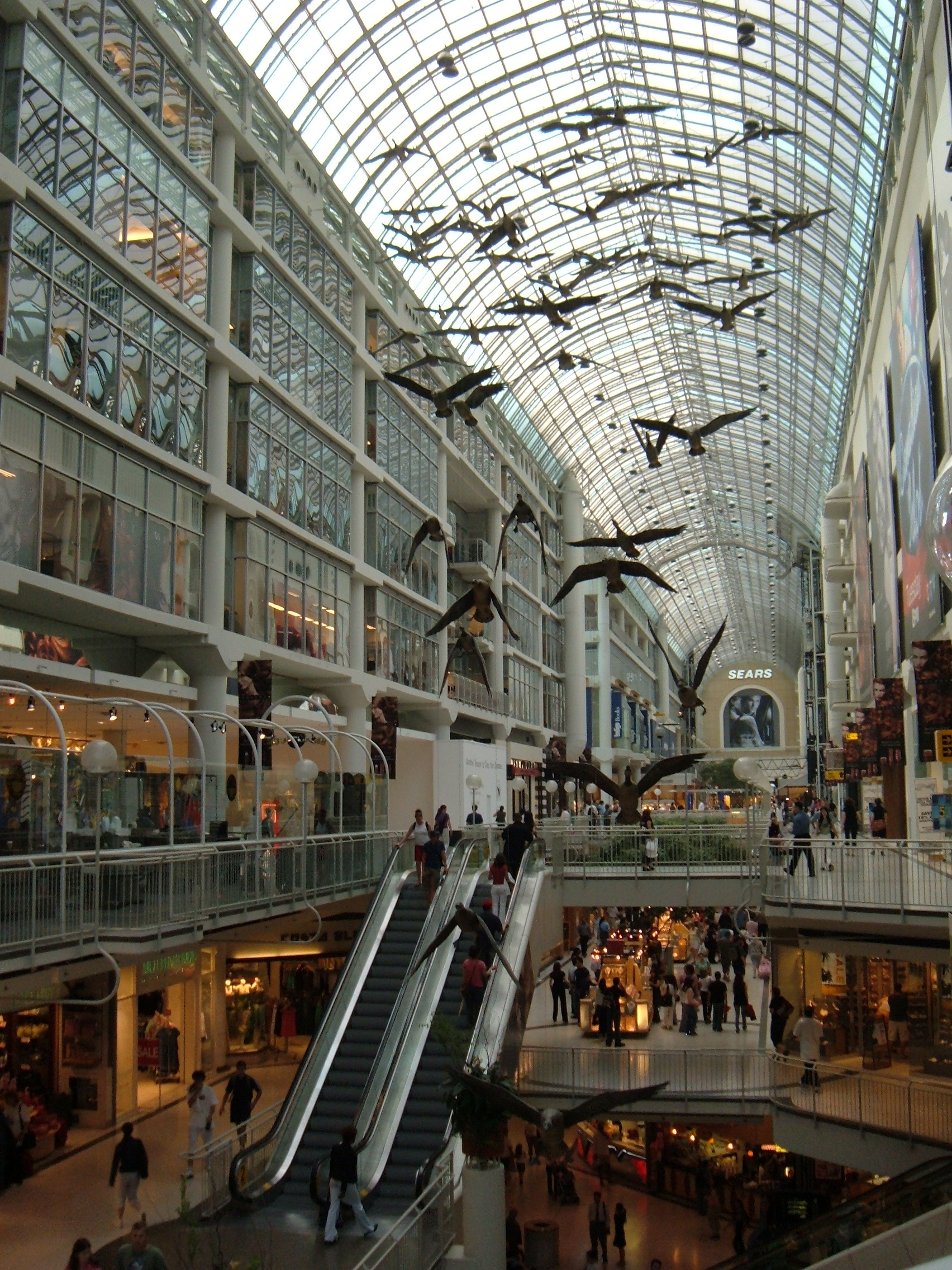
Eaton Centre (1977–1981)

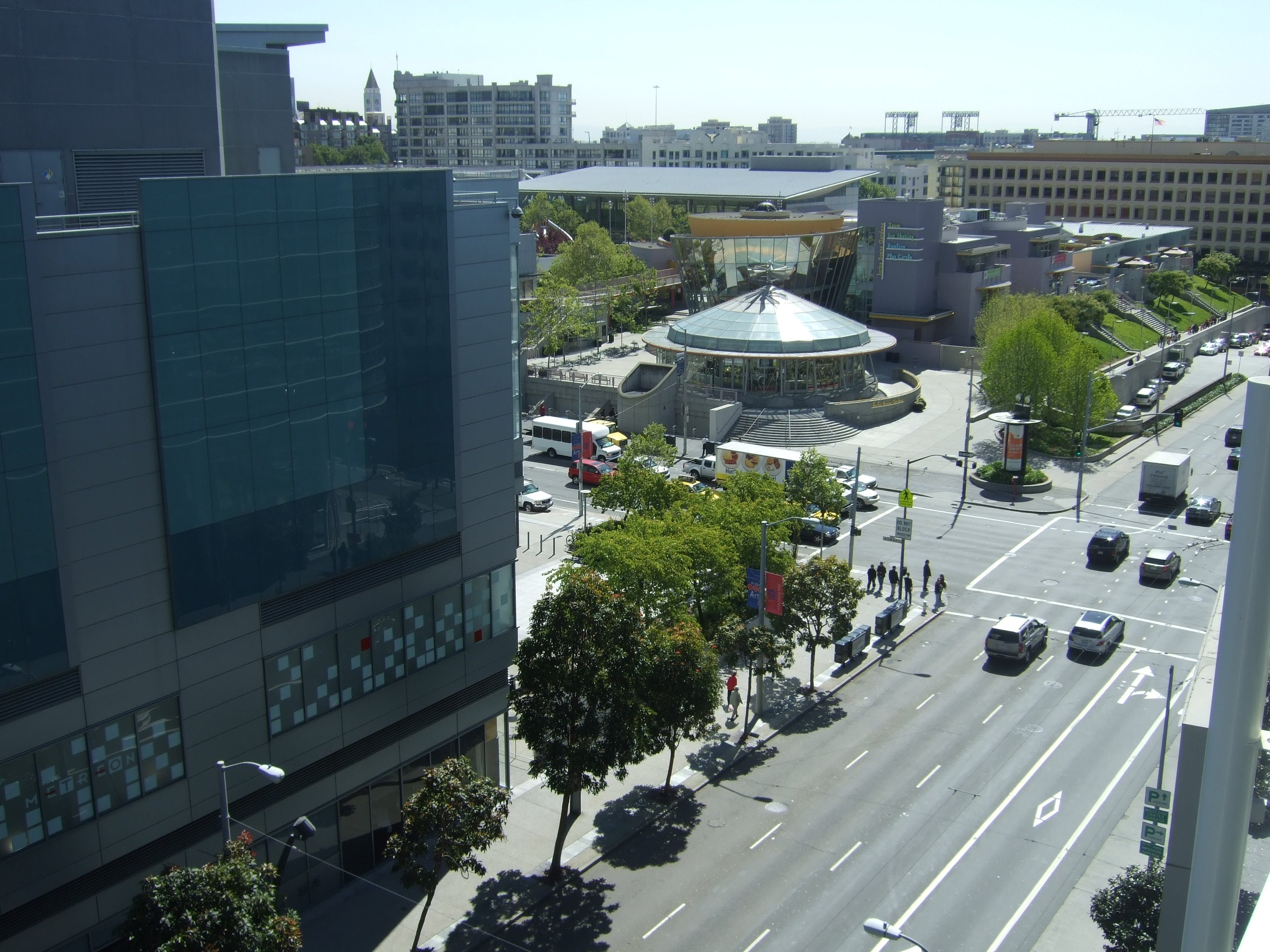
Yerba Buena Gardens (1980–1984)

## Leben
Eberhard "Eb" Zeidler studierte an der dem Bauhaus nachfolgenden Hochschule für Baukunst und bildende Künste in Weimar und an der Technischen Hochschule Karlsruhe.
Nach dem Zweiten Weltkrieg arbeitete er zunächst bei seinem früheren Professor Emanuel Lindner.
1951 emigrierte er nach Kanada und wurde 1954 Teilhaber bei dem seit 1880 etablierten Architekturbüro Blackwell & Craig in Peterborough (Ontario). 1963 zog die Firma als Craig, Zeidler & Strong nach Toronto. Inzwischen unterhält sie als Zeidler Partnership auch Büros in Washington DC, Florida, London und Berlin. Das Büro errichtet vornehmlich Großbauten wie Hotels, Krankenhäuser und Bauten für Kultur und Wissenschaft. In neuerer Zeit entstanden zahlreiche Hochhäuser.
1984 wurde Zeidler zum Officer des Order of Canada ernannt. Außerdem erhielt er den Order of Ontario und 1986 eine Medaille des Royal Canadian Architecture Institute. Zeidler war Ehrenmitglied des Bundes Deutscher Architektinnen und Architekten (BDA). Für das inzwischen von Vaidila Banelis geführte Zeidler Partnership war er weiterhin (2007) beratend tätig.

## Entwürfe
- 1950: Erweiterungsbauten für die Textilfabrik Rawe in Nordhorn (mit Emanuel Lindner)[2]
- 1964: Beth Israel Synagoge in Peterborough
- 1967–1971: Ontario Place (mit IMAX-Kino) in Toronto
- 1972: McMaster Health Science Centre in Hamilton (Ontario)
- 1975–1986: Walter C. Mackenzie Health Sciences Centre in Edmonton
- 1977–1981: Eaton Centre in Toronto, (mit Bregman + Hamann Architects)
- 1979–1983: Sanierung des Queen’s Quay Terminal in Toronto
- 1980–1984: Yerba Buena Gardens in San Francisco
- 1986: Canada Place (für die Expo 86 in Vancouver)
- 1988–1991: Masterplan für den Mediapark in Köln
- 1992: Raymond F. Kravis Center for the Performing Arts in West Palm Beach
- 1992: Rogers Cantel Office Campus in Toronto
- 2005–2006: Accolade Project an der York University in Toronto
- 2012: The St. Regis Toronto

## Veröffentlichungen
- Building Cities Life. Dundurn Press 2013 ISBN 978-1-4597-0413-8
- Architecture in our time. Necessities and possibilities. Deutsch-kanadisches Jahrbuch – German-Canadian Yearbook, 4, 1978, Hgg. Hartmut Froeschle u. a. Historical Society of Mecklenburg, Upper Canada ISSN 0316-8603 S. 168 – 179